# بیل راسموسن
بیل راسموسن (انگلیسی: Bill Rasmussen؛ زادهٔ ۱۵ اکتبر ۱۹۳۲) کارآفرین و اهالی کسب‌وکار اهل ایالات متحده آمریکا است، که در سال ۱۹۷۸ تلویزیون ای‌اس‌پی‌ان را تأسیس کرد.